# Colors Zoo
Colors Zoo är ett spanskt förlag som givit ut en bok med samma namn. Boken innehåller bilder på ett stort antal graffitimålningar.